# Тягтвере-Ворбузеська сільська рада
Тя́гтвере-Во́рбузеська сільська рада (ест. Tähtvere-Vorbuse külanõukogu, рос. Тяхтвере-Ворбузеский сельский совет) — сільська рада в Естонській РСР, адміністративно-територіальна одиниця в складі повіту Тартумаа (1945—1950) та Тартуського району (1950—1954).

## Населені пункти
Сільській раді підпорядковувалися села: Кардла (Kardla), Ворбузе (Vorbuse), Тягтвере (Tähtvere), Канді (Kandi), Рагінґе (Rahinge).

## Історія
13 вересня 1945 року на території волості Тягтвере в Тартуському повіті утворена Тягтвере-Ворбузеська сільська рада з центром у селі Рагінґе. Головою сільської ради обраний Вольдемар Пидер (Voldemar Põder), секретарем —  Віллем Аннус (Villem Annus).
26 вересня 1950 року, після скасування в Естонській РСР повітового та волосного поділу, сільська рада ввійшла до складу новоутвореного Тартуського сільського району.
17 червня 1954 року в процесі укрупнення сільських рад Естонської РСР Тягтвере-Ворбузеська сільська рада ліквідована. Її територія склала північну частину новоутвореної Тягтвереської сільської ради.